# Яблоновский, Александр Александрович
Александр Александрович Яблоновский(-Снадзский) (3 ноября (15 ноября) 1870, Елисаветградский уезд Херсонской губернии — 3 июля 1934, Париж) — русский писатель, редактор, беллетрист.
По окончании одесской гимназии поступил на юридический факультет Санкт-Петербургского университета. В 1893 году дебютировал рассказом «Последыши» в «Русском богатстве»; затем сотрудничал в «Сыне Отечества» и «Мире Божьем», где в 1901 году была помещена имевшая большой успех повесть «Гимназисты».
В 1903—1905 годах вёл в журнале «Образование» сатирический литературный отдел именовавшийся «Родные картины», впоследствии написанные для него очерки фельетоны издал в отдельном трёхтомнике под тем же заглавием; с 1904 года принимал участие в возродившемся «Сыне Отечества»; затем сотрудничал в журнале «Товарищ». В 1906 году был приглашён редактировать московскую газету «Русское слово», но вынужден был оставить её через месяц по требованию администрации. Беллетристические произведения Яблоновского собраны в двух томах: 1-й издан товариществом «Знание», 2-й — московской фирмой Сытина.

## В годы Гражданской войны в России
В 1918 году, во время существования Украинской державы, жил в Киеве, публиковался как фельетонист в газетах «Утро», «Вечер» и «Киевская мысль». В январе 1919 года, во время петлюровской оккупации Киева, бежал в Одессу, где в марте стал одним из учредителей и сотрудников газеты «Наше слово» (вышло всего три номера, газета прекратила существование после взятия Одессы войсками атамана Никифора Григорьева). Приехав в Ростов-на-Дону, стал сотрудничать с местными белогвардейскими изданиями («Парус» и др.). В марте 1920 года, во время Новороссийской эвакуации частей ВСЮР, был вывезен из Новороссийска в Египет.

## Жизнь в эмиграции
Из Каира переехал в 1921 году в Берлин. Сотрудничал с берлинскими эмигрантскими изданиями («Руль» и др.) и с парижской газетой «Общее дело». В 1925 году из Берлина переехал в Париж.
Публиковался в газетах «Возрождение» (Париж), «Сегодня» (Рига), «Эхо» (Ковно). Работал в жанре политического фельетона, сатирический пафос его памфлетов был направлен против советского образа жизни.
На Первом съезде эмигрантских писателей (Белград, 1928) был избран председателем Совета Союза русских писателей и журналистов стран русского рассеяния.
Умер 3 июля 1934 года. Похоронен на кладбище в парижском пригороде Исси-ле-Мулино.

## Произведения
- Родные картинки: в 3 тт. — М., 1912—13.
- Из гимназической жизни. — Воронеж, 1903.
- Гимназические годы. — Берлин, 1922.
- Рассказы: в 2 тт. — Берлин, 1922.
- Рассказы для детей. — Париж, 1921.
- Дети улицы. — Париж, 1928.